# Tiltrotor
En tiltrotor er en thrust vectoring rotor som kan vippes (tiltes) for henholdsvis opdrift og fremdrift. Luftfartøjer med tiltrotorer kombinerer helikopterens manøvredygtighed med propelflyets hurtighed.
Ved start og landing samt under hovering er rotorerne vandrette, så de sørger for opdriften. I denne form fungerer luftfartøjet i bund og grund som en helikopter. Efterhånden som luftfartøjet vinder højde bliver rotorerne drejet til lodret position, hvor de sørger for fremdriften. I denne konfigurationen fungerer luftfartøjet som et brændstoføkonomisk propelfly, hvor vingerne sørger for opdriften. Helikopternes problemer med rotorskivens asymmetriske opdrift, hvor rotorbladets hastighed bliver skiftevis lagt til og trukket fra helikopterens flyvehastighed, er fuldstændigt elimineret.  
| Luftfart | Spire Denne artikel om flyvning er en spire som bør udbygges. Du er velkommen til at hjælpe Wikipedia ved at udvide den. |